# Abbazia di Santa Maria di Maniace
L'abbazia di Santa Maria di Maniace (chiamata anche Ducea di Nelson, Castello di Nelson, Ducea di Bronte o Castello Maniace) è un edificio che si trova nel territorio di Bronte, vicino al confine con quello di Maniace, nella città metropolitana di Catania. Fu fondata nel XII secolo dalla regina Margherita di Navarra, sposa di Guglielmo I di Sicilia, in onore del comandante bizantino Giorgio Maniace, principe e Vicario dell'Imperatore di Costantinopoli, i cui discendenti erano imparentati con la casa reale d'Altavilla. Venne donata in perpetuo insieme al feudo (15.000 ettari di superficie) nel 1799 dal re Ferdinando I delle Due Sicilie (a quel tempo Ferdinando IV Re di Napoli) all'ammiraglio inglese Horatio Nelson per ringraziarlo di aver represso la Repubblica partenopea, salvandogli il regno. Oggi il complesso è stato musealizzato.

## Storia
Il nome deriva dal generale Giorgio Maniace, inviato in Sicilia dall'imperatore Michele IV nel 1038. Nel 1040, con al seguito un esercito composto da bizantini, longobardi e normanni, Maniace avrebbe affrontato in questo luogo truppe musulmane. Lo scontro dovette essere tremendo, tanto che il fiume vicino - da allora chiamato appunto Saracena - si colorò di rosso a causa del sangue versato. A vittoria ottenuta, per ringraziare la Madonna, il generale fece costruire un piccolo cenobio e offrì un'icona che - narra una leggenda - sarebbe stata dipinta da san Luca evangelista. La prima citazione storica fu quella di Edrisi che ne parlava nel 1150, citandola come Manyag o Giran ad-Daqiq (o Ghiran ed-Dequq, cioè "Grotta della Farina"). Secondo altre fonti, Maniace avrebbe fondato direttamente un borgo, a presidio della trazzera regia.
Il cenobio in seguito fu abbandonato - forse a causa del terremoto del 1169 - e decadde. Nel 1172 la regina Margherita, madre di Guglielmo II detto il Buono, vi fondò un'abbazia benedettina dedicata a Santa Maria e assegnò a questa un feudo di notevole estensione secondo gli Annales Siculi. Il francese Guglielmo di Blois fu il primo abate. Della struttura originaria non si ha notizia, probabilmente comprendeva solo la chiesa e qualche vano annesso. L'importanza della badia crebbe negli anni, sostenuta anche dalle notevoli ricchezze derivanti dalle rendite agricole. La stessa regina Margherita vi avrebbe soggiornato, negli ultimi anni della sua vita, apportando una ricca dote e accrescendo ulteriormente le strutture, che secondo alcuni studi sarebbero state maestose. È documentata come istituzione governata dall'Ordine cistercense nel 1296, nel 1373 si parla di fortilicium del monastero, e nel 1422 turris. Quindi è probabile che la definizione di castello venne adottata dopo questa data.
Successivamente venne gestita, probabilmente in maniera poco accorta, da una serie di abati commendatari fra cui il cardinale Rodrigo Borgia, futuro pontefice Alessandro VI dal 1471 al 1491.

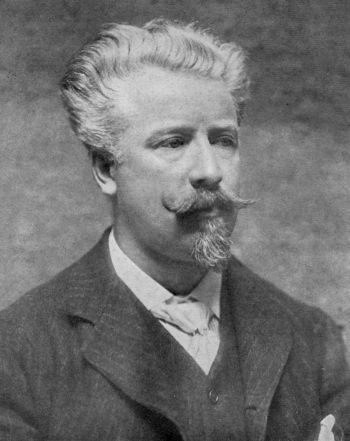
William Sharp

L'abbazia, insieme al cenobio di San Filippo di Fragalà fu concessa da papa Innocenzo VIII, in accordi con il sovrano Ferdinando II d'Aragona, il 12 aprile 1491 all'Ospedale Grande e Nuovo di Palermo, il Tabulario custodito nelle biblioteche transita nella nuova istituzione, per approdare definitivamente presso l'Archivio di Stato di Palermo.
Nel 1585 ai benedettini, subentrarono i basiliani ai quali successero, i frati eremiti di Sant'Agostino e successivamente i francescani.
Nel 1693 il terremoto del Val di Noto arrecò gravi danni agli edifici e la successiva ricostruzione alterò in parte l'impianto originario.
Il 3 settembre del 1799 il re Ferdinando IV di Borbone donò il complesso di Santa Maria di Maniace e concesse il titolo di Duca di Bronte all'ammiraglio inglese Horatio Nelson a titolo di ricompensa per l'intervento della marina britannica durante la Rivoluzione napoletana, nel corso della quale la sua operazione era stata decisiva per la restaurazione borbonica: proprio sulla nave di Nelson era stato recluso e, successivamente giustiziato, uno degli strateghi militari della breve esperienza della Repubblica partenopea, Francesco Caracciolo.
Da allora in poi il complesso costituito da un'ampia tenuta e un appartamento nobile confinante con la splendida chiesa, prenderà il nome di Ducea Nelson.
Anche se è poco probabile che Horatio Nelson abbia mai visitato la "sua" ducea, da questo momento in poi tutti gli atti ufficiali firmati dall'ammiraglio inglese riporteranno la postilla "duca di Bronte". La circostanza ebbe ampia diffusione tra i suoi estimatori anche in patria: un pastore protestante, Patrick Prunty o Brunty, estimatore dell'ammiraglio, cambiò addirittura il proprio cognome in "Brontë": da lui nacquero le famose scrittrici Charlotte ed Emily.
Gli eredi di Nelson, i Nelson Hood, visconti di Bridport, gestiranno la proprietà direttamente e più spesso attraverso diversi amministratori fiduciari sino al XX secolo.
La Ducea, pur disponendo di estesi latifondi dove lavorava una notevole massa di braccianti fu interessata solo marginalmente dai moti siciliani del 1848, dal governo rivoluzionario di Ruggero Settimo del 1849, dai fasci siciliani e dai fatti di Bronte del 1860. In particolare, durante la rivolta dell'agosto del 1860 nella vicina Bronte (dove gli eredi Nelson-Bridport possedevano un palazzo di rappresentanza), secondo una ricostruzione assai verosimile, la presenza della Ducea inglese ebbe un ruolo determinante: Garibaldi inviò a Bronte il suo Nino Bixio per reprimere in maniera esemplare e sommaria la rivolta della popolazione insorta credendo negli ideali risorgimentali e in attesa della redistribuzione delle terre, fino a quel momento in mano ai pochi notabili latifondisti filoborbonici, ma anche agli eredi dell'ammiraglio.
L'eroe dei due mondi, attraverso Bixio, si rese responsabile della fucilazione di coloro che avevano creduto nei suoi proclami. Una beffa per il popolo, ma un servigio ai notabili locali e soprattutto agli inglesi che militarmente, e ancor più politicamente, avevano permesso il suo sbarco a Marsala.
Alla fine del XIX secolo la residenza ducale verrà abitata anche dal poeta scozzese William Sharp, che qui morirà e sarà sepolto il 14 dicembre 1905. Nel piccolo cimitero, rimasto di proprietà dei Nelson, vi sono le tombe di alcuni esponenti della famiglia, Duchi e dei personaggi della corte ducale.
Nel feudo / ducea di Bronte il 2 gennaio 1940 il governo italiano, grazie all'iniziativa del ministro dell'agricoltura Giuseppe Tassinari, impegnato nell'azione sociale di smantellamento del latifondo siciliano (che rimase incompiuta), decise l’esproprio e la costruzione di otto Borghi Rurali, ai quali se ne aggiunsero altri sei. Uno di questi era Borgo Caracciolo, così chiamato per ricordare l’ammiraglio Francesco Caracciolo, eroe della rivoluzione giacobina a Napoli del 1799 e poi impiccato da Orazio Nelson: il borgo era composto da un gruppo di case edificate di fronte all'ingresso principale della ducea e assegnate ai braccianti agricoli. 

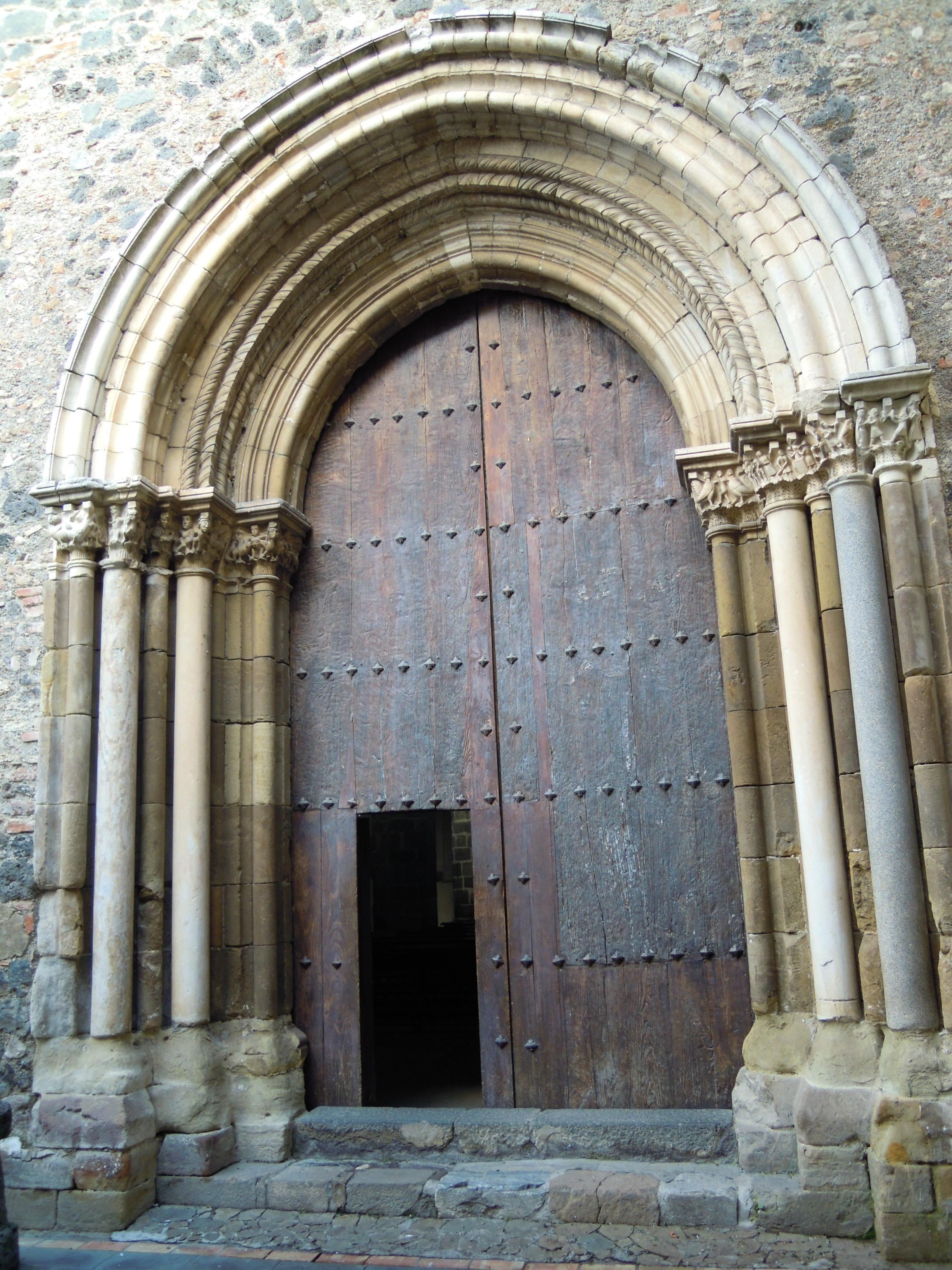
Portale della Chiesa di Santa Maria di Maniace (Bronte)

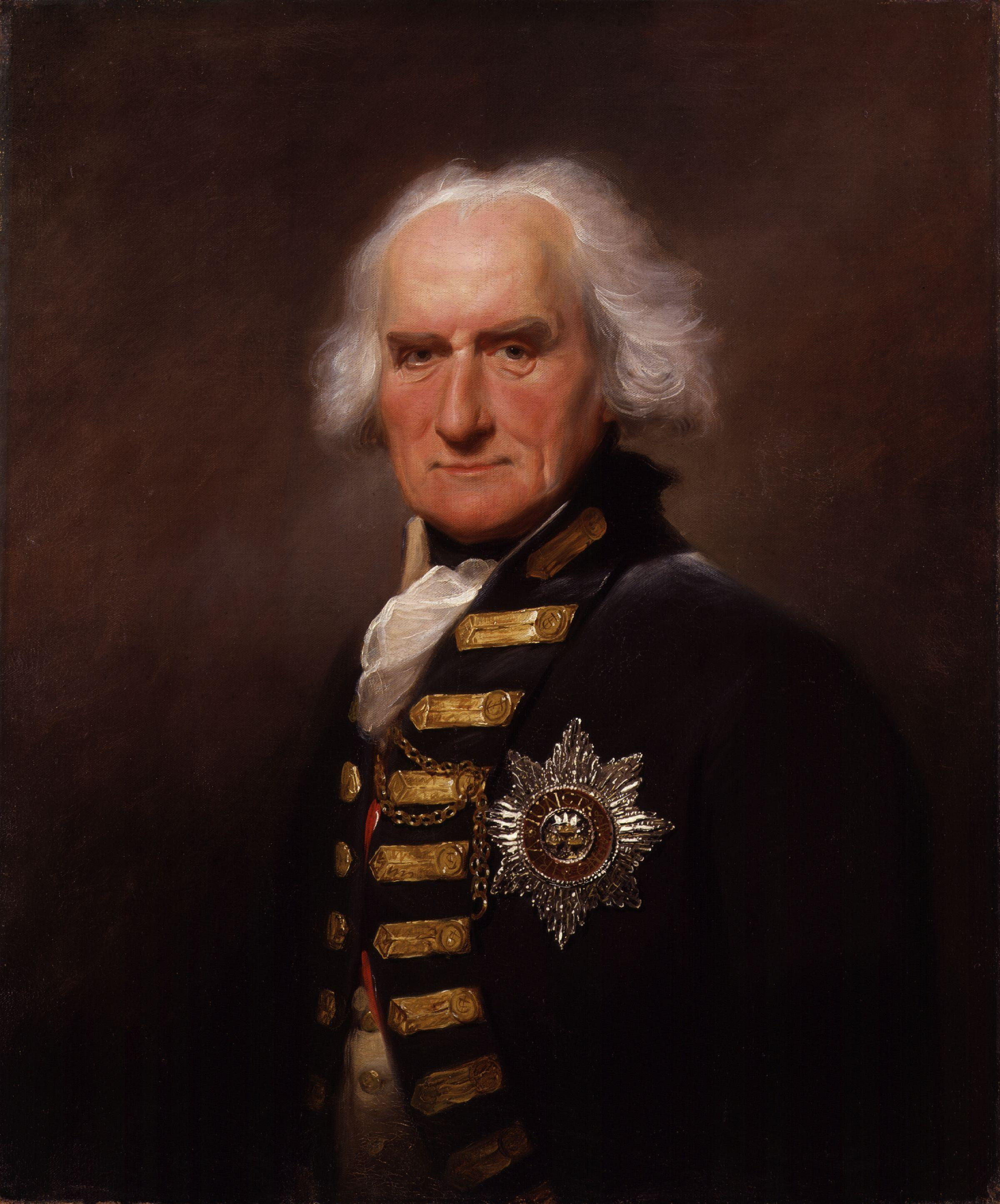
Il duca Alexander I Nelson-Hood

Durante la seconda guerra mondiale la Ducea fu sede di comando militare italo-tedesco. Non appena sbarcarono gli anglo-americani in Sicilia, nel 1943, il borgo fu fisicamente smantellato e la ducea tornò in mani britanniche, precisamente agli eredi Nelson-Bridport. Solo i ruderi del "fascista" Borgo Caracciolo vennero lasciati in loco, quasi a sancire, simbolicamente, che le imprese dei rivoluzionari si concludono in maniera fallimentare.
L'imponente latifondo, successivamente, venne ridotto d'estensione perché i proprietari temevano la più volte annunciata (ma blandamente realizzata) Riforma agraria degli anni cinquanta: i britannici imposero ai loro operai acquisti forzati di poderi, anche a tassi di usura. Il territorio di proprietà ducale si ridusse così, drasticamente, a 200 ettari. Venne anche realizzata una piscina proprio a ridosso del giardino, e un'area del parco con alberi secolari fu scelleratamente rasa al suolo per costruire un campo da tennis con fondo bitumato.
Sempre alla ricerca di denaro per sostenere il loro tenore di vita elevato, gli eredi britannici dell'ammiraglio, che vivevano tra l'Inghilterra e la Ducea, continuarono con progressive alienazioni, fino ad arrivare alla vendita totale di questa loro proprietà siciliana.
Nel 1981, svuotato in parte dalle ricchezze e ormai fatiscente, il complesso fu acquisito dal Comune di Bronte attraverso un finanziamento della Regione Siciliana. L'ultimo duca Alexander III conservò il titolo da trasmettere all'erede Peregrine Alexander.
Durante la gestione da parte del comune di Bronte, il castello ha subito diversi furti, il più grave dei quali avvenne nel 1984, quando furono trafugate una ventina di preziose opere (fra dipinti e mobili) e che ancora non sono state recuperate.
Nel corso degli anni novanta, il castello Nelson è stato ristrutturato a fini museali e utilizzato come centro conferenze.

## La struttura attuale
Del grandioso tempio dedicato alla Madonna dalla regina Margherita rimangono le navate, uno splendido portico gotico-normanno e l'icona bizantina della Odighitria, un modello che riprenderebbe l'antica immagine che avrebbe dipinto san Luca. Dietro la chiesa, in quelli che furono i magazzini, alcuni scavi hanno riportato alla luce l'abside dell'antica costruzione normanna. Inoltre si possono osservare due torrette medievali ed un grande parco all'inglese. Dell'antico castello rimane poco, oltre le torrette citate ed una parte della cinta muraria, in quanto gli ambienti furono riadattati dagli eredi di Nelson a scopi abitativi o a magazzini al servizio dell'agricoltura, ma sono visitabili ed espongono alcuni cimeli d'epoca appartenuti all'ammiraglio. Nel cortile interno vi è una croce celtica dedicata all'ammiraglio Nelson. Nel parco si trova invece un piccolo cimitero, dove spicca una croce celtica in pietra nera dell'Etna, che indica la sepoltura del poeta scozzese William Sharp.

## La festa di San Sebastiano
Il 20 gennaio, durante le celebrazioni per san Sebastiano, santo patrono di Maniace, vi si riversa una moltitudine di folla al seguito del fercolo.

## Duchi di Bronte (1799-1981)

L'arme dei Nelson

## Duchi di Bronte (1799-1981)[13]
| Titolo         | Nome                       | Periodo     | Coniuge                                                 | Note                                               |
| Duca di Bronte | Horatio Nelson             | 1799 - 1805 | Frances Nisbet                                          |                                                    |
| Duca           | William Nelson             | 1805 - 1835 | Sarah Yonge                                             | fratello di Horatio                                |
| Duchessa       | Charlotte Mary Nelson      | 1835 - 1873 | Samuel Hood, visconte di Bridport                       | figlia di William                                  |
| Duca           | Alexander I Nelson-Hood    | 1873 - 1904 | Mary Penelope Hill                                      |                                                    |
| Duca           | Alexander II Nelson-Hood   | 1904 - 1937 | non sposato                                             |                                                    |
| Duca           | Rowland Arthur Nelson-Hood | 1937 - 1969 | Pamela Aline Mary Baker, Sheila Jeanne Agatha van Meurs | nipote di Alexander II, figlio del fratello Arthur |
| Duca           | Alexander III Nelson-Hood  | 1969 - 1981 | Linda Jacqueline Paravicini, Nina Lincoln               | vendette la tenuta al comune di Bronte             |